# كايل ليترين
كايل ليترين (26 ديسمبر 1987 في المملكة المتحدة - ) (بالإنجليزية: Kyle Letheren) هو لاعب كرة قدم بريطاني في مركز حراسة المرمى. شارك مع منتخب ويلز تحت 21 سنة لكرة القدم. أما مع النوادي، فقد لعب مع سوانزي سيتي ونادي بارنسلي ونادي بلاكبول ونادي دونكاستر روفرز ونادي كيلمارنوك ونيوبورت كونتي ونادي دندي ونادي بليموث أرجايل.

## وصلات خارجية
- كايل ليترين على موقع قاعدة بيانات كرة القدم.إي يو (الإنجليزية)
- كايل ليترين على موقع Soccerbase.com (لاعب) (الإنجليزية)
- كايل ليترين على موقع Soccerway.com (الإنجليزية)